# Pushtrolley

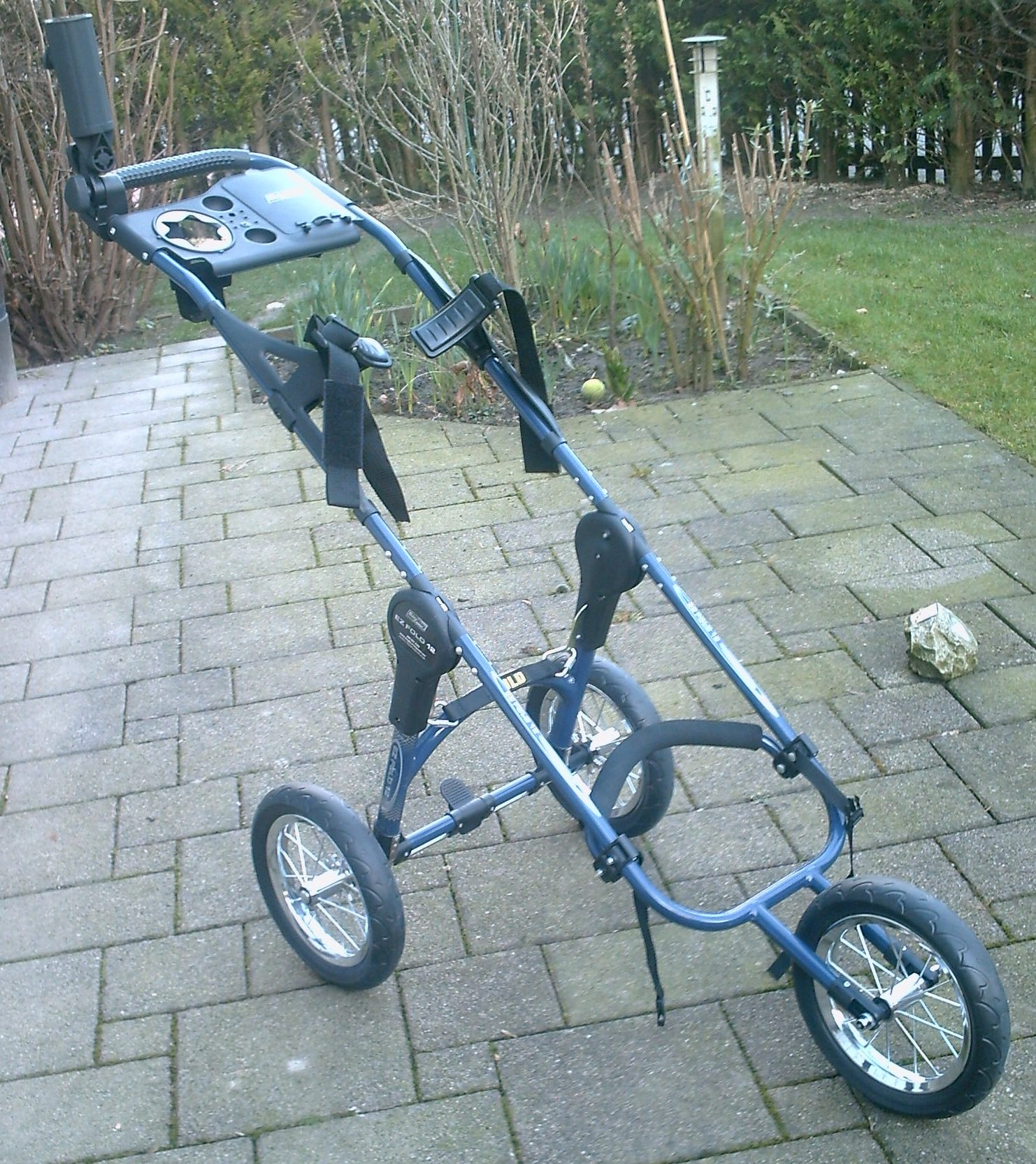
Pushtrolley

Ein Pushtrolley ist ein unmotorisierter, dreirädriger Trolley.
Er wird auf dem Golfplatz dazu verwendet, um ein Golfbag, das den Golfschlägersatz und andere während des Golfspiels nützliche Utensilien (Bälle, Regenkleidung, Getränke, Verpflegung etc.) enthält, komfortabel über den Golfplatz zu transportieren.
Er unterscheidet sich von anderen unmotorisierten Golftrolleys dadurch, dass man ihn vor sich her schiebt und nicht hinter sich her zieht.
Ein Pushtrolley hat in aller Regel ebenso wie andere im Golfsport gebräuchliche Trolleys auch einen Regenschirm- und einen Scorekartenhalter.